# Macclesfield (borough)
Macclesfield – były dystrykt w hrabstwie Cheshire w Anglii. W 2001 roku dystrykt liczył 150 155 mieszkańców.

## Civil parishes
- Adlington, Agden, Alderley Edge, Ashley, Aston By Budworth, Bexton, Bollington, Bosley, Chelford, Chorley, Disley, Eaton, Gawsworth, Great Warford, Henbury, High Legh, Higher Hurdsfield, Kettleshulme, Knutsford, Little Bollington, Little Warford, Lower Withington, Lyme Handley, Macclesfield Forest and Wildboarclough, Marthall, Marton, Mere, Millington, Mobberley, Mottram St. Andrew, Nether Alderley, North Rode, Ollerton, Over Alderley, Peover Inferior, Peover Superior, Pickmere, Plumley, Pott Shrigley, Poynton-with-Worth, Prestbury, Rainow, Rostherne, Siddington, Snelson, Sutton, Tabley Inferior, Tabley Superior, Tatton, Toft i Wincle[2].